# Epoca (album)
Epoca è il sedicesimo album in studio della cantautrice italiana Mariella Nava, pubblicato il giorno del suo compleanno, il 3 febbraio 2017.
L'album è stato registrato tra il 2014 e il 2016, due singoli lo hanno anticipato: Prima di noi due uscito il 10 giugno 2016  e Il nostro correre uscito il 18 novembre 2016.
Testi, musiche e arrangiamenti sono della stessa Nava che ha scritto e diretto anche la sezione archi.
Prodotto e realizzato dal suo storico produttore Antonio Coggio su edizione Calycantus / Suoni dall'Italia.

## Tracce
Testi e musiche di Mariella Nava.
1. Epoca
2. Lo scontrino (un'arte)
3. Pensa l'emozione
4. Bravissimi tutti
5. Ho bisogno di te
6. Ogni artista ha un cappello
7. La ferita
8. Prima di noi due
9. Bellissimo
10. Il nostro correre
11. Cielo rosso
12. E non ci lasceremo più
13. La città dei giusti
14. Miracolo (ghost track)

## Formazione
- Mariella Nava – voce, pianoforte
- Enzo Di Vita – batteria
- Roberto Guarino – chitarra acustica, chitarra elettrica, cavaquinho
- Salvatore Cauteruccio – fisarmonica
- Palmi Nigro – programmazione
- Sasà Calabrese – basso
- Lutte Berg – chitarra elettrica, saz
- Salvatore Mufale – tastiera, organo Hammond
- Puccio Panettieri – batteria
- Gaspare Maniscalco – violino
- Simone Salza – sassofono soprano